# Tanaecia jahnides
Tanaecia jahnides är en fjärilsart som beskrevs av Hans Fruhstorfer 1905. Tanaecia jahnides ingår i släktet Tanaecia och familjen praktfjärilar. Inga underarter finns listade i Catalogue of Life.